# Peter Alma in Station Amsterdam Amstel

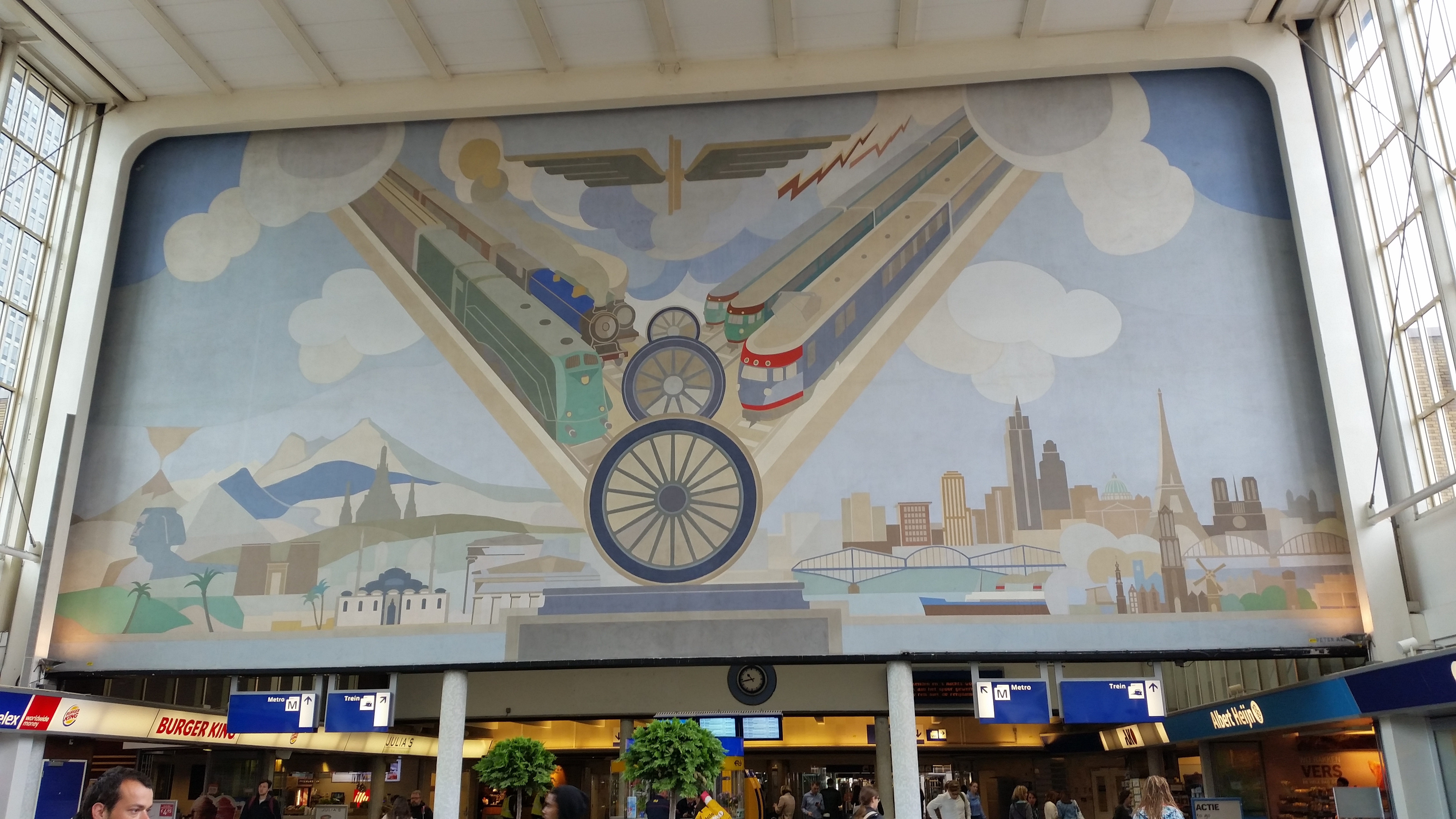
De ontwikkeling van de locomotief (juni 2019)

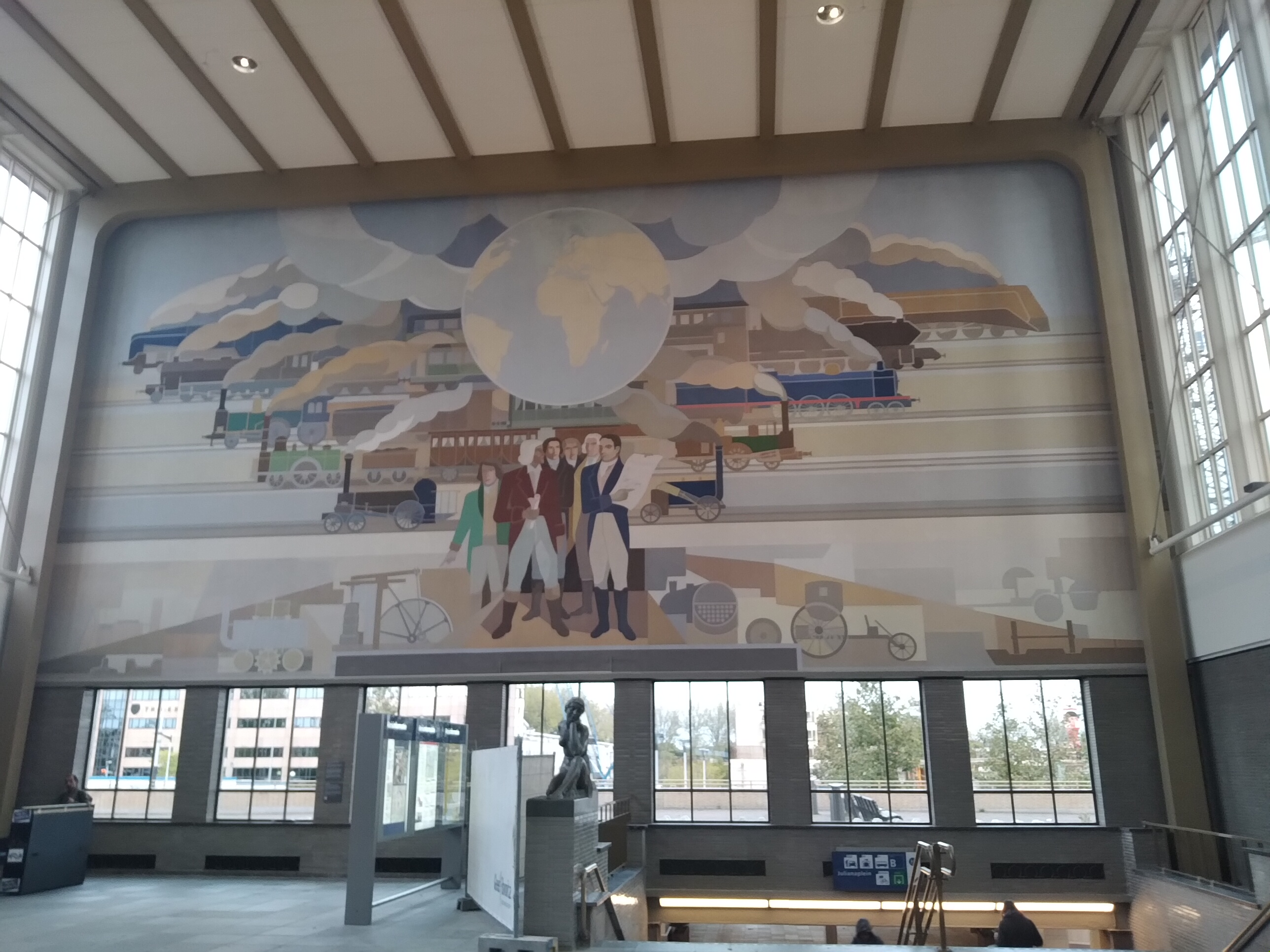
Het resultaat van technische ontwikkeling (2021)

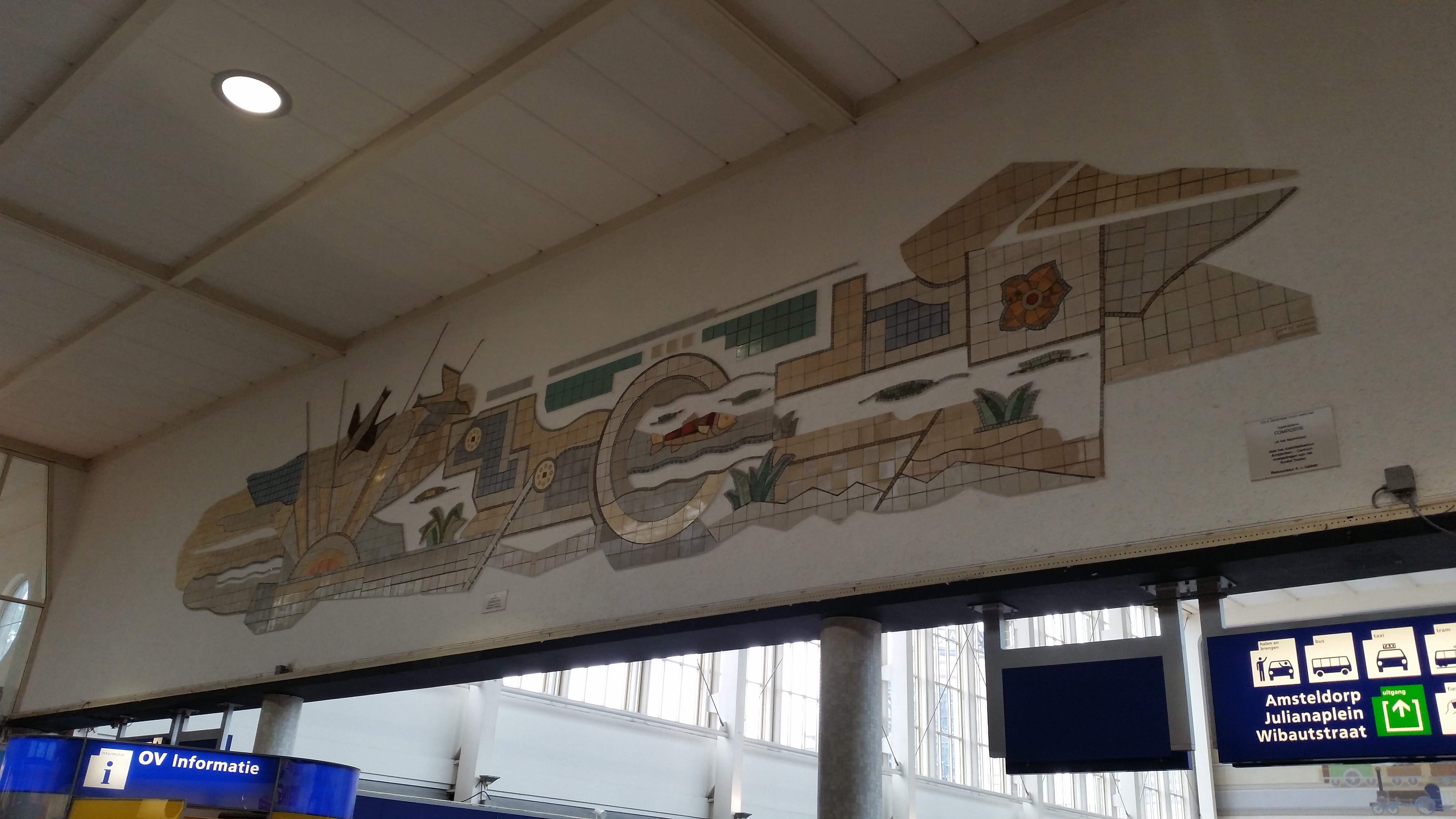
Compositie (juni 2019)

In de stationshal van het Station Amsterdam Amstel zijn drie kunstwerken van Peter Alma te bezichtigen.

## De historische ontwikkeling van de locomotief
De historische ontwikkeling van de locomotief is aangebracht op de westelijke binnengevel van de stationshal. Zij is aangebracht boven de onderdoorgang naar het spoor en neemt de gehele gevelwand in beslag. Het laat in een grote schildering wielen met daarboven vleugels zien (gevleugelde wielen stonden voor vooruitgang). Links en rechts van de wielen zijn zes treinstellen te zien. Het tableau dateert uit 1937-1939. Daaronder staan silhouetten van bekende bouwwerken zoals het Empire State Building, de Eiffeltoren, de Blauwe Moskee en de Sfinx maar de Dom van Utrecht en een Nederlandse molen ontbreken ook niet. Het spoor moest verbinding leggen.

## Het resultaat van technische ontwikkeling
Daartegenover is op de oostelijke binnenwand de schildering aangebracht met de titel Het resultaat van technische ontwikkeling. Opnieuw zijn locomotieven afgebeeld waaronder de Arend. Tevens is een halve wereldbol geschilderd met de continenten Europa, Afrika en een deel van Azië. Daaronder staan enkele technici afgebeeld met op de achtergrond tekenen van voortschrijdende techniek. Bij een van de herinrichtingen van het station werden voor de wand kaartverkooploketten geplaatst waardoor een deel van de muurschildering niet meer goed zichtbaar is. Ook deze schildering dateert van 1937-1939. In 2021, door herinrichting van de stationshal is ook deze muurschildering weer in volle glorie te aanschouwen.
Beide muurschilderingen vinden hun weerslag in bedrukkingen van ruiten in de uiteinden van de oostelijke perronoverkapping.

## Compositie
Een werk dat in basis niet thuishoort op het Amstelstation is het werk Compositie. Het is een tegeltableau dat Peter Alma (ontwerp) samen maakte met tegelzetter Hendrik Rijneveld (1896-1976), die nog wat ongebruikte tegels uit zijn verzameling in het werk kon verwerken. Het dateert uit rond 1955 en werd toen geplaatst in het Marnixbad. Het overleefde een renovatie van het zwembad, maar een tweede was te veel. Het gehele gebouw ging tegen de vlakte en de gemeente zat met het kunstwerk in de maag, want een dergelijk groot kunstwerk is niet overal te plaatsen. Men vond uiteindelijk weer een plek op dezelfde muur als waarop De historische ontwikkeling van de locomotief is te zien, maar dan aan de achterkant. Het werd er geplaatst na een restauratie. Te zien zijn zon, planten, vogels en een vis.